# ألفريدو بيفولكو
ألفريدو بيفولكو (بالإيطالية: Alfredo Bifulco) (19 يناير 1997 في إيطاليا - ) هو لاعب كرة قدم إيطالي في مركز الوسط.

## روابط خارجية
- ألفريدو بيفولكو على موقع قاعدة بيانات كرة القدم.إي يو (الإنجليزية)
- ألفريدو بيفولكو على موقع Soccerway.com (الإنجليزية)
- ألفريدو بيفولكو على موقع AS.com (الإسبانية)